# 너릿재
너릿재는 광주광역시 동구와 전라남도 화순군 화순읍 사이에 있는 국도 제22호선과 국도 제29호선상에 존재하는 고개이다. 
지금은 너릿재터널(남문로-화보로)과 신너릿재터널(너릿재로)이 있다.

## 명칭의 유래
1894년 동학농민운동때 처형된 농민군들이 널(관)을 끌고 왔다하여 널재에서 변화하여 너릿재가 되었다고 한다.

## 역사
- 1946년 8.15 광복 1주년 광주 기념식에 참가하여  재를 넘어가던 화순 탄광 노동자들이 미군에 의해 학살당한 곳이며 1980년대 5.18 광주 민주화 운동때에는 화순과 광주를 오가던 시민군 들이 공수부대의 총격으로 사망한 역사적으로 가슴 아픈 사건을 겪은 곳이다.
- 너릿재 옛길은 1971년 너릿재 터널이 개통되면서 현재는 도로로 이용되지 않고 있다

## 참고 자료
- 너릿재 옛길 - 지역정보포털